# Локомотив-Памир
«Локомоти́в-Пами́р» (тадж. Клуби футболи «Локомотив-Помир» Душанбе) — таджикистанский футбольный клуб из Душанбе, основанный в 1961 году и расформированный в начале 1990-х. Был возрождён в начале 1999 года и снова расформирован в конце 2000 года, вновь воссоздан в 2008 году. Домашние матчи проводит на маленьком стадионе «Локомотив» в Душанбе.
В советское время в основном участвовал в чемпионате Таджикской ССР, несколько сезонов провёл во Второй низшей лиге чемпионата СССР. В 1999 и 2000 годах выступал в Высшей лиге Таджикистана. В сезоне-1999 занял предпоследнее, 11-е место, а в сезоне-2000 оказался на последней, 10-й позиции и выбыл из Высшей лиги. В том же году был расформирован, но позднее снова возрождён.
С 2008 года стал выступать в Первой лиге Таджикистана, где в основном занимал места в нижней части таблицы. В 2017 году объединился с душанбинским клубом «Памир» (не путать с «ЦСКА-Памир») и теперь носит название «Локомотив-Памир» (до этого назывался «Локомотив»). В 2019 году занял 1-е место в Первой лиге и сезон-2020 провёл в высшей лиге, где занял 9-е место из 10 команд.